# Mikołaj Zaklika Czyżowski
Mikołaj Zaklika Czyżowski herbu Topór (zm. 1627) – chorąży chełmski w latach 1591-1601, podczaszy chełmski w 1589 roku.
Syn kasztelana połanieckiego Stanisława Czyżowskiego. Odziedziczył Wojsławice, a po śmierci brata Hieronima także Czyżów Szlachecki. Miał dwóch synów: Hieronima i Aleksandra. Poseł na sejm 1590/1591 roku z ziemi chełmskiej.